# Petar Popović
Petar Popović, cyr. Петар Поповић (ur. 4 lutego 1959 w Orlovacie) – serbski szachista, arcymistrz od 1981 roku.

## Kariera szachowa
W latach 80. i do połowy 90. należał do ścisłej czołówki jugosłowiańskich szachistów: czterokrotnie (1986, 1988, 1990, 1994) wystąpił na szachowych olimpiadach, poza tym w roku 1989 w drużynowych mistrzostwach świata (zdobywając dwa medale: srebrny wraz z drużyną oraz brązowy za indywidualny wynik na III szachownicy) oraz w 1992 w drużynowych mistrzostwach Europy. W 1995 zdobył w Nowym Sadzie tytuł indywidualnego mistrza Jugosławii, natomiast w 1991 dogrywkę o złoty medal przegrał z Branko Damljanoviciem. Dwukrotnie uczestniczył w turniejach międzystrefowych (eliminacji mistrzostw świata), najlepszy wynik osiągając w roku 1987 w Suboticy, gdzie zajął X miejsce.
Pierwsze znaczące rezultaty osiągnął w połowie lat 70. Na przełomie 1975 i 1976 roku zajął VIII miejsce w mistrzostwach Europy juniorów w Groningen, natomiast w 1977 podzielił III lokatę w mistrzostwach świata juniorów do lat 20 w Innsbrucku. W kolejnych latach odniósł szereg sukcesów, m.in. w Nowym Sadzie (1981, dz. I m.), Wrocławiu (1981, dz. II m.), Polanicy-Zdroju (1982, memoriał Akiby Rubinsteina, dz. I m. wraz z Lotharem Vogtem), Nowym Sadzie (1982, dz. II m. z Miguelem Quinterosem, za Johnem van der Wielem), Nałęczowie (1984, dz. II m. z Andriejem Sokołowem i Arturem Sygulskim, za Wiktorem Gawrikowem), Nowym Sadzie (1984, dz. II z Andriejem Sokołowem, za Predragiem Nikoliciem), Borze (1985, dz. I m. z Wjaczesławem Ejnhornem), Cannes (1986, dz. II m. wraz z m.in. Wiktorem Korcznojem i Andrásem Adorjánem), Novi Travniku (1987, turniej strefowy, dz. I m. z Draganem Barlovem), Zenicy (1989, I m.), Starym Smokovcu (1991, dz. II m. za Ivanem Sokolovem, wraz z Csabą Horváthem), Wiedniu (1996, memoriał Carla Schlechtera dz. II m. za Iliją Balinowem, wraz z Pavlem Blatnym i Attilą Grószpéterem) oraz w Barze (1997, dz. II wraz z Andriejem Sokołowem, za Ulfem Anderssonem).
Najwyższy ranking w swojej karierze osiągnął 1 lipca 1996 r., z wynikiem 2575 punktów dzielił wówczas 103. miejsce na światowej liście FIDE, jednocześnie zajmując 2. miejsce (za Ljubomirem Ljubojeviciem) wśród jugosłowiańskich szachistów.